# Holic-Gruppe
Als Holic-Gruppe wird eine christliche Glaubensgemeinschaft bezeichnet, welche sich durch eine starke Abgeschlossenheit und ein intensives Gemeinschaftsleben auszeichnet. Sie besteht aus einzelnen Wohngemeinschaften, die durch enge Verbundenheit eine eigene Glaubensgemeinschaft bilden.

## Geschichte
Die Gruppierung selbst lehnt einen Namen für sich ab. Sie nennt sich „Christen“ oder „die Gemeinde“. Von Außenstehenden wird sie zur besseren Kennzeichnung als Holic-Gruppe (sprich: Holitsch) bezeichnet.
Gottfried Holic (1943–2010), ursprünglich Katholik, hatte ein Bekehrungserlebnis im Wiener Waldmüllerpark. Danach begann er katholische Theologie zu studieren. Nach einiger Zeit fühlte er sich in der katholischen Kirche nicht mehr zu Hause und besuchte freikirchliche und evangelikale Gemeinden. Auch dort fand er nicht seine religiöse Heimat, sondern stieß durch seine Ideen und offensiven Missionierungsversuche auf Ablehnung. Einige Gruppierungen, die ihn als spaltend erlebten, erteilten ihm und seinen Freunden Hausverbot. Die Entstehung der Gemeinschaft Ende der 1970er / Anfang der 1980er Jahre wird von Außenstehenden auf die Initiative von Gottfried Holic zurückgeführt, während die Gruppe selbst entschieden dementiert, dass von Anfang an die Absicht einer Gruppengründung bestanden habe. „Keiner der Beteiligten hatte damals die Absicht, eine Gruppe zu gründen. Dieser Gedanke war uns fern. Es ist ein Akt menschlichen Hochmuts, wenn jemand seine eigene Gruppe oder Gemeinde gründen will.“
Die Gruppierung entstand mit einer Wohngemeinschaft in der Eisvogelgasse in Wien, an der Gottfried Holic selbst nicht beteiligt war. Nach dem Straßennamen der Wohngemeinschaft wurden die Mitglieder anfänglich auch „Eisvögel“ genannt. Durch Missionseinsätze kam es dann zur Entstehung weiterer Wohngemeinschaften in anderen Städten Österreichs. Mitte 2004 wurde Gottfried Holic wegen eines unterschiedlichen Gemeindeverständnisses aus der Gemeinschaft ausgeschlossen.
Seit ca. 2007 häuften sich die Ausschlüsse von Mitgliedern. In der Regel erfolgte dieser Ausschluss gegen den Willen des Betroffenen, und dieser wollte möglichst bald wieder in die Gruppe aufgenommen werden. Die Gründe für den Ausschluss konnten dabei äußerst banal sein. So schilderte ein ehemaliges Mitglied, dass es wegen seines erhöhten Schlafbedürfnisses ausgeschlossen wurde. Nach Darstellung der Gruppe erfolgte der Ausschluss wegen Unehrlichkeit und Lüge, die bis zur Verleumdung ihres ehemaligen Freundes ging. Für die Phase des Ausschlusses leben die Ausgeschlossenen in der Regel allein. Die Kontakte zur Außenwelt beschränken sich dabei auf rein sachliche Fragen (Arbeit, Besorgungen, Behördengänge). Noch aktive Gruppenmitglieder lehnen den Kontakt zu ihnen ab, weil sie als Sünder gelten. Zu anderen Ausgeschlossenen oder gar der sonstigen Umwelt (z. B. den eigenen Eltern) gegenüber strebt der Ausgeschlossene keinen Kontakt an (außer bei sachlich notwendigen Dingen), weil diese ebenfalls als Sünder gelten. Mit ihnen möchte er sich nicht verunreinigen, um die angestrebte mögliche Wiederaufnahme in die Gruppe nicht zu gefährden.

## Lehre
Ihrem Selbstverständnis nach will sie konsequent nach dem Evangelium entsprechend dem Vorbild der ersten Christen leben. Wichtige Zeichen der wahren Nachfolge Jesu sind für sie: viel Gemeinschaft, tägliches Treffen zum Gebet und gemeinsames Bibellesen, der kompromisslose Kampf gegen die Sünde, die Ablehnung von Amtsträgern und der starke missionarische Einsatz. Das von der Gruppe vertretene Gottesbild wird von Kritikern als „gesetzlich“ bezeichnet. Die „weltlichen“ Menschen außerhalb der Gruppe werden als egoistisch und hochmütig angesehen, weil bei ihnen Gott nicht im Vordergrund stehe. Demgegenüber verstehen sie sich als Alternative der wahren Jesus-Nachfolger mit einem möglichst sündenfreien Leben.
Anderen christlichen Gemeinschaften wird abgesprochen, die Lehre Jesu wirklich in die Tat umzusetzen. Sie gelten als solche, die den schmalen Weg der Abwendung von Welt und Weltlichkeit nicht eingeschlagen haben und deren Mitglieder somit zum größten Teil keine Christen seien.
In der Theologie liegen ihre hauptsächlichen Interessen in den Fragen des Lebens, (der Beziehung zu Gott) des Einzelnen bzw. der Gemeinde sowie der Kritik an anderen Konfessionen oder Religionen anhand ihres Verständnisses der Bibel. Bei den anderen Themen (z. B. Dreifaltigkeit, Eschatologie, …) wird in der Regel die Mainstream-Theologie der großen Kirchen übernommen.
Von ehemaligen Mitgliedern wird der Gemeinschaft vorgeworfen, dass sie Fragen der Glaubenswahrheit extrem überbetone und dabei eines der wesentlichsten Merkmale christlichen Glaubens, nämlich die gelebte Liebe nach Paulus und 1. Korinther 13, völlig fehlinterpretiere beziehungsweise vernachlässige.
Mit ihrem Verständnis des Sühnewerks Jesu Christi durch seinen Tod am Kreuz stehen sie nicht auf dem Boden der im protestantischen Bereich weitverbreiteten, auf der mittelalterlichen Satisfaktionslehre aufbauenden Sühneopfertheorie. Der Tod Jesu ist nach ihrem Verständnis die liebevolle Antwort Gottes auf die Bosheit der Menschen, dass Gott jedoch nicht durch das Blut Jesu versöhnt werden musste, um die Sünden vergeben zu können.

## Riten/Handlungen
Die Taufe gilt als Zeichen einer bewussten Glaubensentscheidung genau so wie die Erstkommunion und die Firmung. Deshalb werden auch bereits als Kind getaufte Erwachsene erneut getauft, wenn sie sich der Gruppe anschließen, so fern sie nicht schon vorher in den Augen der Gruppe als Christen gelten.
Auch wenn manchmal Abendmahl gefeiert wird, lebt die Gemeinschaft vor allem von den täglichen Treffen. Sie sind recht frei gestaltet (weil man Riten ablehnt) und beinhalten meist Bibellesungen, kritische Gespräche über das Gelesene oder andere Glaubensthemen, Gesang (mitunter mit einfacher instrumentaler Begleitung) und Gebete. Besondere Festtage (wie Weihnachten, Ostern, Geburtstag) etc. werden abgelehnt.
Ein Markenzeichen der Gruppe ist die Betonung der Gemeinschaft. Nach ihrer Meinung gibt es in der Bibel bestimmte Kriterien, welche die wahre Gemeinde Jesu auszeichnen:
1. eine Gemeinschaft engagierter Christen, von denen sich jeder persönlich für Christus entschieden hat
2. keine Amtsträger in der Gemeinde: Die Amtsträger würden ihre Ämter zur Aufrechterhaltung persönlicher Macht missbrauchen. Hier wird auch absolut behauptet, dass „ein Pfarrer nicht den Heiligen Geist hat“. Eigentlich seien sie unnötig, denn jeder Christ könne und solle das Nötige für die Gemeinde tun, also Leiter, Organisator, Prediger etc. sein. Die Ältesten, Bischöfe und verschiedenen anderen Ämter der frühchristlichen Gemeinden, die in den Paulusbriefen erwähnt werden, seien im Zusammenhang der jeweiligen Gemeindesituation zu betrachten, welche im heutigen Umfeld eine andere sei als im ersten Jahrhundert. Die Gemeinde benötige Älteste, die sich durch christliche Tugenden, Erfahrung und Lehrfähigkeit auszeichnen. In ihrer überschaubaren Gemeinschaft sei aber keine formale Einsetzung nötig, da diese Dinge allmählich gewachsen seien. Auf ihrer Webseite beschreiben sie sich folgendermaßen: „Wir wollen einfach nur Christen sein, Brüder und Schwestern, die Gott als gemeinsamen Vater und Jesus als gemeinsamen Herrn verehren.“
3. tägliches Treffen, mit Bibelstudium: Tägliches Zusammenkommen der Christen zum Gebet, Bibelstudium, Austausch und Singen in einer formlosen, vom Heiligen Geist geleiteten Art, sei biblisch. Die Feier bestimmter christlicher Feiertage (Ostern, Weihnachten) widerspräche nach ihrer Meinung der apostolischen und frühchristlichen Praxis.
4. Teilen der geistigen und materiellen Güter: Das bedeutet, dass man auch Persönliches, sowohl Positives als auch Negatives (z. B. Verfehlungen) mit den anderen Gruppenmitgliedern bespricht.
5. keine Sünder in der Gemeinde: Es werden allerdings nur die „hartnäckigen Sünder“ aus der Gemeinde ausgeschlossen, um die Trennung zwischen Gläubigen und Ungläubigen aufrechtzuerhalten. Allerdings kann man schon als „hartnäckig“ gelten, wenn man in einem Streitpunkt auf der eigenen Meinung beharrt und sich nicht der Meinung der Gruppe unterordnet. Anderen christlichen Gemeinden wird vorgeworfen, dass sie diese klare Trennung zu „Sündern“ nicht vollziehen. Deshalb wird ihnen abgesprochen, Gemeinde zu sein.

Bei den anderen christlichen Kirchen sei das Fehlen dieser Kriterien der Grund dafür, dass das persönliche Leben nicht vom Glauben geprägt sei. Einzelne positive Züge werden bei Andersgläubigen zwar gesehen, aber relativiert. Ein gemeinsames Gebet mit Christen außerhalb der Gruppe wird abgelehnt.

## Organisation
Die einzelnen Wohngemeinschaften halten durch regelmäßige Treffen untereinander Kontakt. Diese finden in der Regel wöchentlich auf regionaler Ebene, in größeren Abständen auf internationaler Ebene statt. Da die Gemeinschaft eine hierarchische Struktur ablehnt, gibt es keine definierten Ämter in ihr. Eine gewisse Dominanz üben allerdings die „älteren Geschwister“ (langjährige Mitglieder) aus. Bei den Diskussionen über anstehende Fragen (an denen sich alle beteiligen), hat ihre Meinung aufgrund ihrer längeren Erfahrung häufig ein höheres Gewicht.

## Praxis
Die übliche Lebensform ist die Wohngemeinschaft von engagierten Christen, die sich alle bewusst für Jesus entschieden haben und ehelos leben. Materielle und geistliche Dinge werden in den Wohngemeinschaften geteilt. Da neben der Gemeinschaft die Mission in ihrem Selbstverständnis eine große Rolle spielt, sind die Mitglieder an den Abenden öfters unterwegs, um in anderen christlichen Gemeinschaften zu missionieren. Dazu werden Veranstaltungen besucht, bei denen man interessierte (vor allem junge) kirchlich engagierte Christen trifft, wie z. B.: Jugendgruppen, Bibelkreise, Studentengemeinden, Evangelisationen oder andere christliche Großveranstaltungen. Die Missionare geben sich dabei meist nicht als solche zu erkennen, sondern stellen sich als interessierte Einzelpersonen dar. Eine andere Form der Werbung geschieht mittels kleiner Plakate, auf denen Handy-Nummern bzw. E-Mail-Adressen als Kontakte für religiös Interessierte angeboten werden.
Auf einem solchen Plakat heißt es z. B.: "Gibt es hier jemanden, der Gott sucht? Wir sind Christen ohne Leiter und Institution, die zusammen nach dem Vorbild und der Lehre Jesu leben wollen."
Sie verstehen ihren Lebensstil als missionarisch und behaupten, auch Atheisten, Muslimen und Anhängern anderer Religionen die Grundsätze des Christentums zu vermitteln. Öffentlich zugängliche Berichte belegen allerdings nur eine Mission im christlichen Umfeld.
Im privaten Leben versuchen die Mitglieder, ihr Leben möglichst vollkommen an dem auszurichten, was nach ihrer Interpretation die Bibel als Nachfolge Jesu verstünde. Das Leben konzentriert sich auf die Gemeinschaft und ist in all seinen Vollzügen sehr von der Religion geprägt. Weil aller Luxus als Sünde gilt, ist ihr Lebensstil betont einfach.
Die Verbindungen zum früheren Freundes- und Verwandtenkreis werden stark eingeschränkt und nach einiger Zeit der Mitgliedschaft mitunter auch ganz abgebrochen. Eine Ausnahme bilden dabei die finanziellen Fragen: in Bezug auf Unterhaltsanspruch oder Erbe tritt man mitunter recht fordernd gegenüber den Personen auf, zu denen man ansonsten den Kontakt ablehnt.
Eine für Außenstehende befremdlich wirkende Praxis ist das "Raufen", für das auf den Treffen feste Zeiten einprogrammiert werden. Dabei balgen sich die Mitglieder in spielerischer Weise auf kindliche Art. Vermutlich dient dies dem Affektabbau innerhalb der Gruppe, in der ansonsten strikte Ehe- und Partnerlosigkeit herrscht.

## Verbreitung
Auf die erste Wohngemeinschaft in Wien folgten bald weitere in anderen Städten Österreichs. Seit der Öffnung Osteuropas (1990) entstanden auch Niederlassungen in Ungarn, Polen, Tschechien, den baltischen Ländern sowie Sachsen und Berlin. Um 2000 ging die Ausdehnung dann weiter in Richtung Süddeutschland (Stuttgart und München) und der Niederlande.